# ساتوناری توکوگاوا
ساتوناری توکوگاوا (به ژاپنی: 徳川達成 Satonari Tokugawa); ۳ مهٔ ۱۸۹۹ – ۲۸ مارس ۱۹۶۱  رهبر شاخه‌ای از خاندان توکوگاوا به نام خاندان تایاسو توکوگاوا،  مهندس اهل ژاپن بود.